# NGC 3311
NGC 3311 ist eine elliptische Galaxie vom Hubble-Typ E/S0 im Sternbild Wasserschlange am Südsternhimmel. Sie ist schätzungsweise 162 Millionen Lichtjahre von der Milchstraße entfernt und hat einen Durchmesser von etwa 110.000 Lj. Sie ist die hellste Galaxie im Hydra-Galaxienhaufen.
Im selben Himmelsareal befinden sich u. a. die Galaxien NGC 3307, NGC 3308, NGC 3309, NGC 3312.
NGC 3311 ist vor Messier 87 die Galaxie mit der größten bekannten Anzahl von Kugelsternhaufen; sie umfasst etwa 16.000.
Das Objekt wurde von dem britischen Astronomen John Herschel am 30. März 1835 mit einem 47,5-cm-Teleskop entdeckt.

## NGC 3311-Gruppe (LGG 206)
| Galaxie   | Alternativname | Entfernung / Mio. Lj |
| --------- | -------------- | -------------------- |
| NGC 3307  | PGC 31430      | 160                  |
| NGC 3308  | PGC 31438      | 150                  |
| NGC 3311  | PGC 31478      | 162                  |
| NGC 3315  | PGC 31540      | 167                  |
| IC 2586   | PGC 31025      | 154                  |
| PGC 31154 | ESO 436-34     | 153                  |
| PGC 31495 | ESO 437-13     | 149                  |
| PGC 31366 | ESO 501-25     | 162                  |
| PGC 31574 | ESO 501-53     | 161                  |
| PGC 31039 |                | 160                  |
| PGC 31065 |                | 146                  |
| PGC 31091 |                | 151                  |
| PGC 31268 |                | 159                  |
| PGC 31270 |                | 151                  |
| PGC 31289 |                | ??                   |
| PGC 31402 |                | 151                  |
| PGC 31432 |                | 149                  |
| PGC 31510 |                | 161                  |
| PGC 31629 |                | 154                  |